# Shoo
Shoo（1981年10月23日—），本名柳水永（：／ Yu Su Yeong；日语：／ Kunimitsu Shu），日本橫濱市出生，韓國女歌手，與Sea及Eugene為女子團體S.E.S.成員，於1997年11月以專輯《I'm Your Girl》正式出道。當時與H.O.T.、神話、g.o.d、FIN.K.L、Baby V.O.X、酷龍等團體把韓國音樂推廣到國外，2002年組合解散後留在SM娛樂作個人發展。

## 家庭情況及經歷
Shoo的父親是韓國人，母親是日本人，二姊一弟，出生在日本，中學二年級回韓國就讀。1996年看到了SM舉辦甄選會的消息，回到韓國參加一場有5000名美少女參加的甄選活動，最後留下的三個幸運兒就是Sea、Eugene及Shoo，簽約SM公司，以她們名字的第一個字母為組合名「S.E.S.」出道。
Shoo與職業籃球運動員林孝誠經過一年多的交往，於2010年4月11日結婚。2010年誕下兒子，2013年誕下雙胞胎女兒。

## 音樂作品

### 個人專輯
| 發佈日期      | 專輯名稱          | 出版商             | 備注              |
| 2010年1月15日 | Devote One's Love | Loen Entertainment | [ 1 ] [ 2 ] [ 3 ] |

### 音樂合輯
| 發佈日期      | 歌曲名稱 | 專輯名稱                                               | 合唱歌手                                  |
| 2002年6月12日 | One (Japanese Version)                                                                                           | Feel your breeze（如沐春風）/ one                      | V6                                        |
| 2002年6月12日 | Let's Sing A Song (Japanese Version)                                                                             | Feel your breeze（如沐春風）/ one                      | V6                                        |
| 2002年6月12日 | One (Korean Version)                                                                                             | Feel your breeze（如沐春風）/ one                      | V6                                        |
| 2002年6月12日 | Let's Sing A Song (Korean Version)                                                                               | Feel your breeze（如沐春風）/ one                      | V6                                        |
| 2002年12月6日 | Snow in My Mind                                                                                                  | 2002 Winter Vacation in SMTown.com – My Angel My Light | BoA, M.I.L.K                              |
| 2002年12月6日 | 주기도문 | 2002 Winter Vacation in SMTown.com – My Angel My Light |                                           |
| 2002年12月6日 | I Miss You | 2002 Winter Vacation in SMTown.com – My Angel My Light | 文晸赫, 李先鎬, 神飛樂團                  |
| 2003年6月18日 | 연인처럼 (Fell Like)                                                                                             | 2003 Summer Vacation in SMTown.com                     |                                           |
| 2003年6月18日 | Summer in Dream                                                                                                  | 2003 Summer Vacation in SMTown.com                     | 文晸赫, BoA, Jae Won, Hyun Jin, Jae Young |
| 2003年12月4日 | White | 2003 Winter Vacation in SMTOWN.com                     |                                           |
| 2004年7月2日  | 꿈속에서 (Time After Time)                                                                                       | 2004 Summer Vacation in SMTown.com                     |                                           |
| 2006年5月8日  | One Day (feat. Shoo)                                                                                             | 2 Be One                                               | Sori                                      |
| 2006年9月15日 | Geu Aen Neoege Banhaji Anhasseo (feat. Yachaepa - SOY, Shoo, Eugene, Lena, Sim Jae Hee, Supersta Park Jang Geun) | Refreshing                                             | 簡美妍                                    |
| 2008年7月14日 | Yunanhi (feat.Shoo)                                                                                              | 1st Mini Album                                         | ShowHow                                   |

## 文字作品
| 發佈日期 | 作品名稱 | 作品類型 | 備註                             |
| 2011年   | eco mom  | 翻譯書籍 | 日本圖書《蔬菜的真實》翻譯成韓語 |

## 影視作品

### 電視劇
| 演出日期 | 電視台 | 作品名稱 | 備註 |
| 2003年   | SBS    | 二十歲   |      |

### 電影
| 上映日期      | 作品名稱                        | 導演   | 備註                                                                  |
| 2008年7月10日 | 錯誤的相遇 / Wrongful Encounter | 鄭永培 | 飾演延喜 與鄭雄仁、成志婁、呂珍九、崔佑赫、崔宗元、崔智延、金正蘭合演 |

### 舞台劇 / 音樂劇
| 演出日期                                                | 作品名稱               | 演出地點                                             | 備註                                                              |
| 2001年                                                  | 東亞悲戀 / Tragic Love | 日本                                                 | 與V6井之原合作                                                    |
| 2005年8月11日至9月11日(韓國) 2006年1月(日本)            | Bat Boy                | 韓國首爾Seensee Musical Theater 日本東京厚生年金會館 | 飾演Shelley                                                       |
| 2007年6月12日至6月29日                                  | 歌舞青春               | 日本青山劇場                                         | 共上演21場，飾演戴爾樂 與日本NEWS隊長小山慶一郎及玉置成實一同出演 |
| 2009年2月4日至2月28日(東京) 2009年6月4日至6月28日(大阪) | Super Monkey～西遊記   | 日生劇場(東京) 大阪松竹座(大阪)                      | 與中川晃教、和央葉華、阿部力、植本潤、石坂勇合作                  |
| 2012年10月27日至11月11日                                | 復活The Golden Days    | 韓國首爾韓電藝術中心                                 | [ 13 ]                                                            |

### 音樂錄影帶
| 演出日期 | 歌曲名稱                                    | 歌手     | 備註 |
| 2006年   | Find The Way                                | Bada     |      |
| 2006年   | Hamadi                                      | TAKE     |      |
| 2015年   | TELL ME ONE MORE TIME（页面存档备份，存于） | JINUSEAN |      |

### 節目主持
- 2002年 KBS2 《Music Bank》 (2002年10月24日 - 2003年6月19日) 與 Rain / 前進

### 綜藝節目

#### 固定綜藝
- 2002年： SBS 《美麗的星期天》
- 2008年： Olive TV《Kiss The Date》 [14]
- 2011年： MBC 《拜托妻子》 [15]
- 2015年： SBS 《Oh! My Baby（朝鲜语：오! 마이 베이비）》 (2015年2月14日 - 2016年8月20日) 育兒節目，與丈夫林孝誠、兒子林佑、雙胞胎女兒「羅熙」和「羅律」

#### 參演綜藝

##### 2006
- 1月6日 MBC 《來玩吧》 與金鍾國、Mikey、Haha、朴明洙、南宮民

##### 2008
- 1月20日 KBS2 《不朽的名曲》 S.E.S特辑
- 10月25日 MBC 《介紹明星的朋友》

##### 2009
- 11月28日 MBC 《改變世界的Quiz（朝鲜语：세상을 바꾸는 퀴즈 세바퀴）》
- 10月26日 MBC 《來玩吧》 與S.E.S.[16]
- 12月8日、15日 SBS 《強心臟》 主題「要麼是夢要麼是現實」

##### 2010
- 4月13日 MBC 《Good Day》 Shoo's Wedding photo-shoot
- 12月21日 Story On 《超級媽媽日記》 [17]

##### 2011
- 1月19日 MBC 《黃金漁場-Radio Star》
- 1月27日 Mnet 《The Beatles Code》 與朴政珉
- 2月9日 MBC 《黃金漁場-Radio Star》
- 2月17日 KBS2 《Happy Together》 運動員的妻子特輯
- 4月28日 SBS 《深夜TV演藝》
- 9月2日 KBS 《Hello Baby - 利特&Sistar篇》
- 12月20日 MBC 《美好的一天》

##### 2012
- 1月16、23日 OBS 《金九拉和文熙俊的檢索女》
- 6月7日 Mnet 《The Beatles Code》 蔬菜幫 與 4minute
- 7月11日 Channel A 《SHOW KING》

##### 2013
- 9月12日 SBS 《明星夫妻秀》
- 9月21日 MBC 《改變世界的Quiz》 [18]

##### 2014
- 5月11日、18日 KBS2 《超人回來了》 與 林佑、羅熙 和 羅律 [19][20]
- 6月1日 JTBC 《醫生的勝負》 [21]
- 6月12日 KBS2 《Happy Together》 雙胞胎爸爸媽媽特輯
- 6月11日、18日 JTBC 《火熱的家族》 [22]
- 7月10日 KBS2 《家族的品格-浪漫滿屋（朝鲜语：가족의 품격 풀하우스）》
- 7月29日 tvN 《現場脫口秀TAXI》 [23]
- 8月9日 MBC 《改變世界的Quiz》 [24]
- 8月12日 tvN 《鯨魚戰爭》 [25]
- 8月31日、9月7日 JTBC 《住家飯的女王》
- 9月5日 MBC 《南北家族中秋特輯-一鍋飯》
- 9月7日 KBS2 《超人回來了》 與 羅熙 和 羅律 [26]
- 9月23日 SBS 《OLD SCHOOL》 電台節目
- 11月12日 SBS 《深夜的TV演藝》
- 12月20日、27日及2015年1月3日 MBC 《無限挑戰》 六六歌手特輯 與 Bada等
- 12月25日 KBS2 《Happy Together》 聖誕節特輯

##### 2015
- 1月20日、27日 SBS 《Roommate 2》 Roommate與雙胞胎的親近育兒日記[27]
- 1月25日 MBC 《Section TV演藝通訊》 [28]
- 2月4日 MBC 《夫婦日記》 [29]
- 2月9日 SBS 《Healing Camp》 [30]
- 2月15日、22日 SBS 《Running Man》 EP.234&EP.235(2015新年料理大戰)
- 2月20日 MBC 《無限挑戰》新年特輯 六六歌紀錄片 新年特輯 與 Bada等
- 6月6日 SBS 《同床異夢，沒關係沒關係》
- 8月5日 MBC 《黃金漁場 Radio Star》

##### 2016
- 6月24日 KBS2 《姐姐們的Slam_Dunk》 與 Bada [31]

##### 2017
- 1月8日 KBS2 《超人回來了》 與 羅熙 和 羅律

## 獎項
- 2002年6月24日：Oricon單曲週榜冠軍－《Feel your breeze／one》V6 feat. Shoo (S.E.S.)

## 備註
1. ↑  .   [2015-02-23]. （原始内容存档于2015-02-23）.
2. ↑  .   [2015-02-23]. （原始内容存档于2015-09-24）.
3. ↑  . 2010-01-06  [2015-02-23]. （原始内容存档于2014-10-19）.
4. ↑  .   [2015-02-23]. （原始内容存档于2016-01-30）.
5. ↑  .   [2015-02-24]. （原始内容存档于2015-03-06）.
6. ↑  . 韓星網. 2011-07-01  [2015-02-23]. （原始内容存档于2015-02-23） （中文（香港））.
7. ↑  . 2008-06-20  [2015-02-23]. （原始内容存档于2015-02-24）.
8. ↑  Herald, The Korea. .   [2015-02-23]. （原始内容存档于2015-02-25）.
9. ↑  . 2005-04-01  [2015-02-23]. （原始内容存档于2015-02-25）.
10. ↑  . 2007-04-10  [2015-02-23]. （原始内容存档于2015-02-24）.
11. ↑  .   [2015-02-25]. （原始内容存档于2015-02-25）.
12. ↑  .   [2015-02-25]. （原始内容存档于2015-02-25）.
13. ↑  . 韓星網. 2012-10-26  [2015-02-23]. （原始内容存档于2015-02-25） （中文（香港））.
14. ↑   （页面存档备份，存于）Kiss The Date
15. ↑   （页面存档备份，存于）拜托妻子
16. ↑  崔俊用. . 韓星網. 2009-10-27  [2015-02-23]. （原始内容存档于2015-02-23） （中文（香港））.
17. ↑  . 優訊. 2010-12-24  [2015-02-23]. （原始内容存档于2015-02-24）.
18. ↑  Linda. . kpopn. 2013-09-22  [2015-02-23]. （原始内容存档于2015-02-24） （中文（臺灣））.
19. ↑  . 韓星網. 2014-05-03  [2015-02-23]. （原始内容存档于2015-02-24）.
20. ↑  . 韓星網. 2014-05-16  [2015-02-23]. （原始内容存档于2015-02-24）.
21. ↑  .   [2017-02-15]. （原始内容存档于2017-02-15）.
22. ↑  JTBC Entertainment. . 2014-06-11  [2015-02-24]. （原始内容存档于2016-04-01） –YouTube.
23. ↑  金惠仁. . STAR N. 2014-08-01  [2015-02-23]. （原始内容存档于2015-02-24） （中文（香港））.
24. ↑  MBCentertainment. . 2014-09-15  [2015-02-24]. （原始内容存档于2016-03-24） –YouTube.
25. ↑  포털, Ⓒ 함께 만들고 함께 즐기는 엔터테인먼트; 무단전재, ‘이데일리 스타in’-; 금지, 재배포. . 2014-08-11  [2015-03-02]. （原始内容存档于2015-04-02）.
26. ↑  Min. . 韓星網. 2014-09-07  [2015-02-23]. （原始内容存档于2015-02-24） （中文（香港））.
27. ↑  施乃琪. . 韓星網. 2015-01-13  [2015-02-23]. （原始内容存档于2015-01-17） （中文（香港））.
28. ↑  Min. . 韓星網. 2015-01-25  [2015-02-23]. （原始内容存档于2015-02-24） （中文（香港））.
29. ↑  . 太陽. 2014-12-11  [2015-02-23]. （原始内容存档于2015-02-25） （中文（香港））.
30. ↑  Kim, E. . 2015-01-27  [2017-02-15]. （原始内容存档于2017-02-15）.
31. ↑  .   [2017-01-10]. （原始内容存档于2016-09-23）.

## 外部連結
- Shoo的官方網站 
- Shoo的Instagram帳戶
- Shoo的NAVER Blog
- Shoo（页面存档备份，存于）的歌迷會NAVER Blog
- S.E.S.（页面存档备份，存于）的WordPress
- S.E.S.的歌迷會專頁